# Erica fascicularis
Erica fascicularis är en ljungväxtart som beskrevs av Carl von Linné d.y.. Erica fascicularis ingår i släktet klockljungssläktet, och familjen ljungväxter. Utöver nominatformen finns också underarten E. f. imperialis.

## Bildgalleri

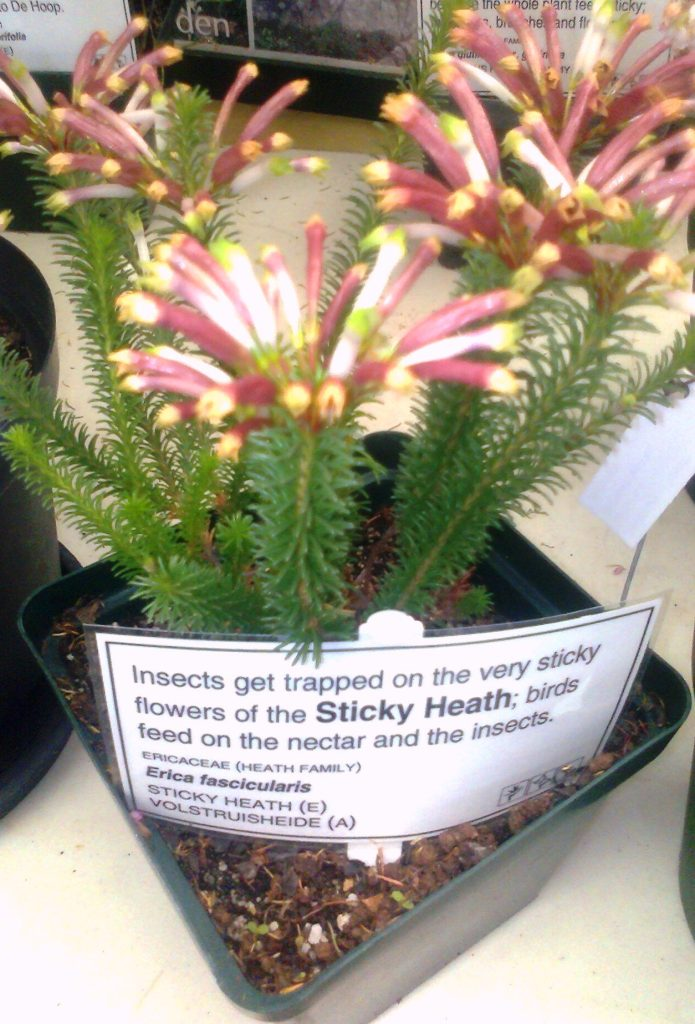